# Tetrasporopsidaceae
 (février 2022).
Famille
Les Tetrasporopsidaceae sont une famille d'algues de l'embranchement des Ochrophyta de la classe des Phaeosacciophyceae et de l’ordre des Phaeosacciales.

## Étymologie
Le nom vient du genre type Tetrasporopsis, composé du préfixe Tetraspor-, en référence au genre Tetraspora (algue Chlorophyceae de la famille des Tetrasporaceae) et du suffixe latin "-opsis", « semblable à », littéralement « semblable à un Tetraspora ». En effet les deux genres ont été confondus avant que le genre Tetrasporopsis ne soit créé en 1902 puis révisé en 1990.

## Liste des genres
Selon AlgaeBase (25 février 2022) :
- Psammochrysis  Wetherbee, 2020[note 2]
- Tetrasporopsis Lemmermann ex Schmidle, 1902

## Systématique
Trois familles ont été tour à tour concernées par ce groupe d'algues : les Tetrasporaceae, les Chrysocapsaceae et enfin les Tetrasporopsidaceae.
Le genre Tetraspora (de l'actuelle famille des Tetrasporaceae) fut créé et 1818 puis reprit et décliné en seize espèces par Kützing dans son Species algarum. Le genre Tetrasporopsis fut créé en 1902 puis révisé en 1990 ; la morphologie de certaines espèces de ce genre justifiant leur renommage dans le nouveau genre Dermatochrysis, lequel fut intégré à la famille des Chrysocapsaceae, la famille des Tetrasporopsidaceae elle-même n'étant créée qu'en 2020 par Andersen et ses collaborateurs.